# Australasiatische Antarktisexpedition

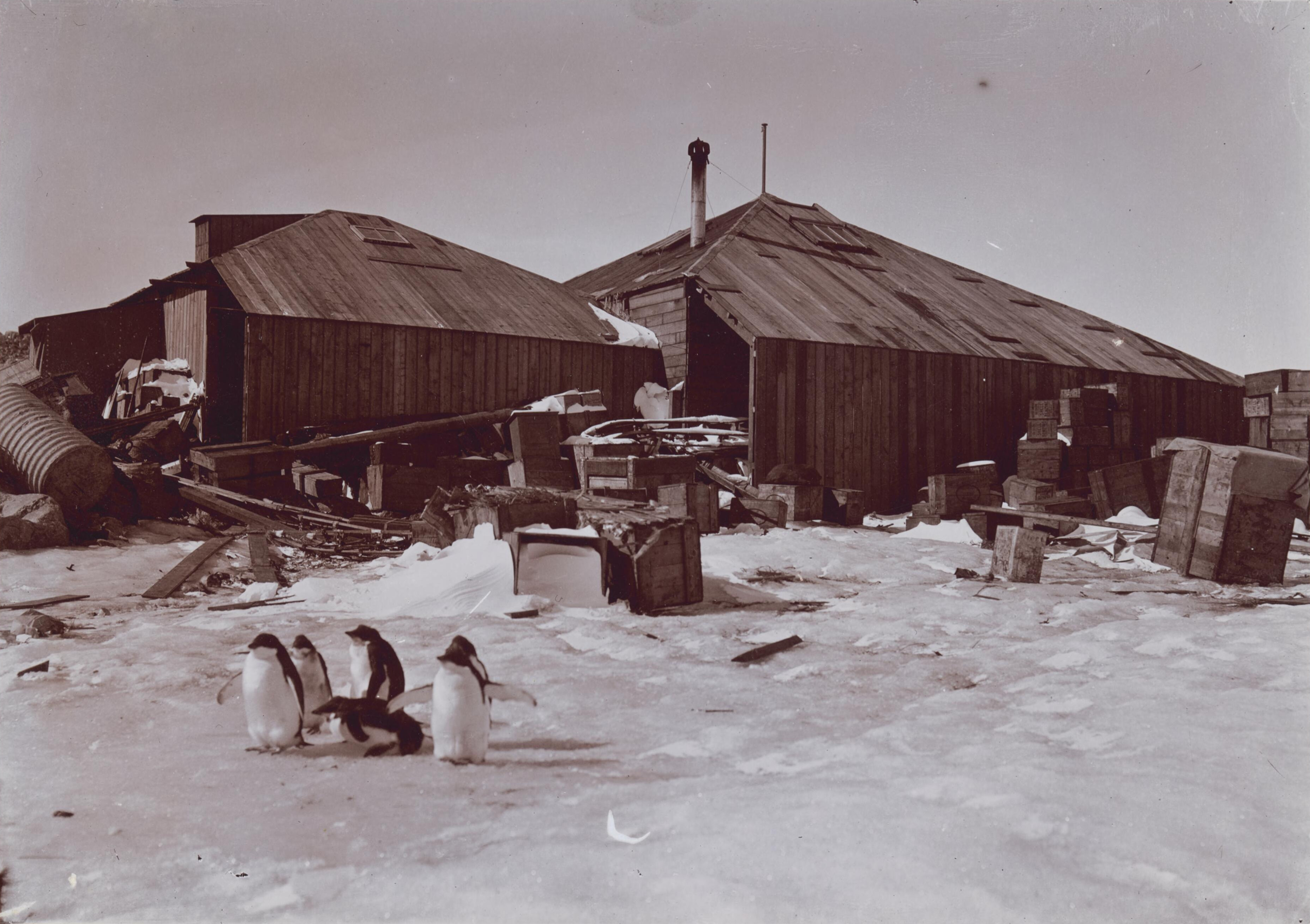
Das Basislager der Expedition

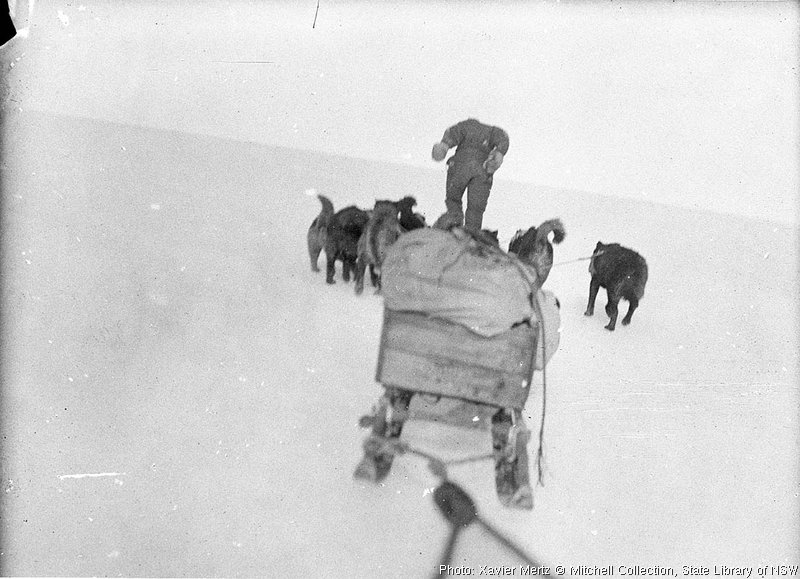
Mertz fotografierte auf einer Erkundung im Dezember 1912 seinen Kollegen Ninnes; beide überlebten die Expedition nicht

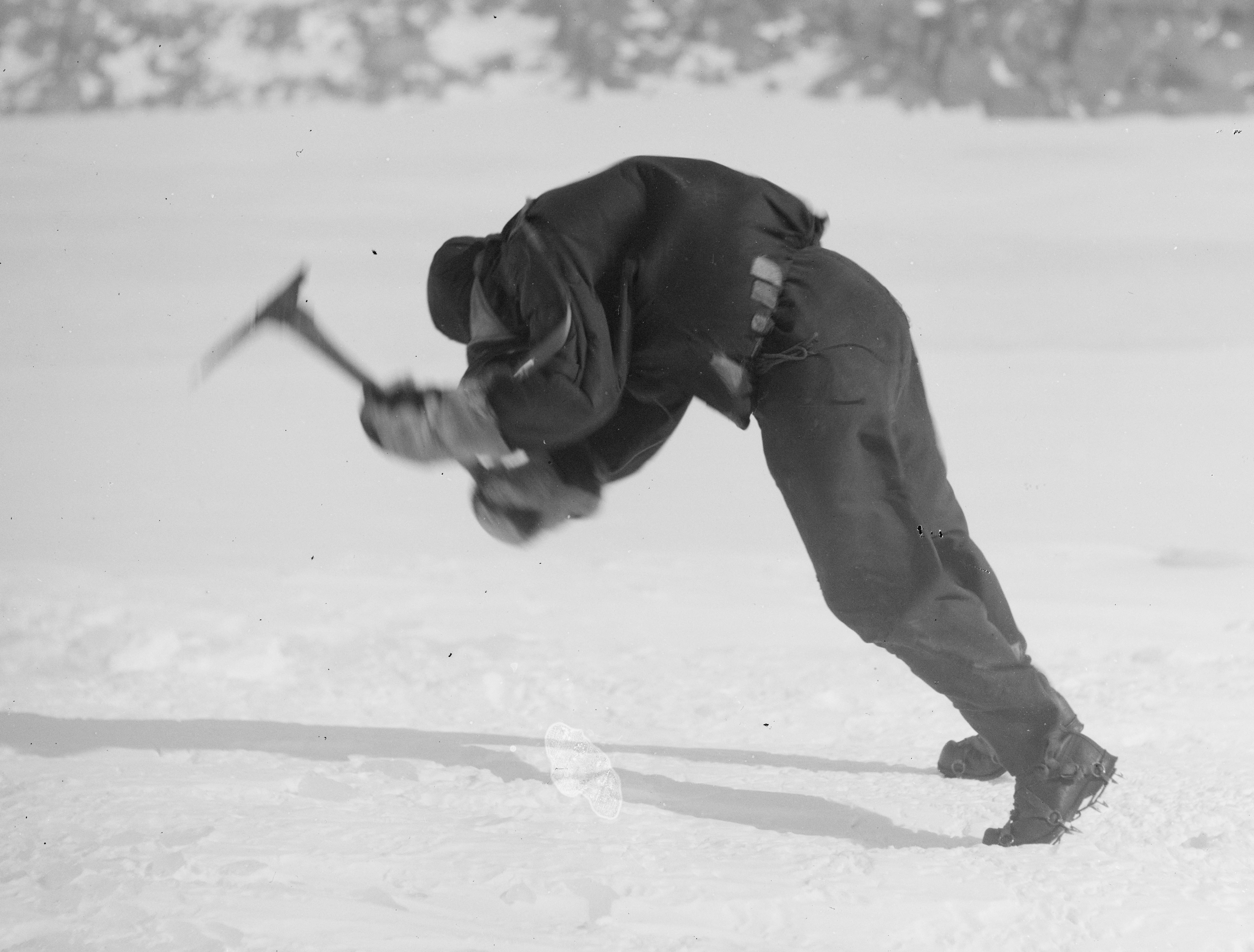
Mawson arbeitet im ständig heftigen Sturm

Die Australasiatische Antarktisexpedition – oder inoffiziell Aurora-Expedition – war eine australische wissenschaftliche Expedition, deren Mitglieder zwischen 1911 und 1914 einen Teil der Antarktis erforschten. Geführt wurde sie vom australischen Geologen Douglas Mawson, der später für seine Leistungen bei der Führung dieser Expedition zum Ritter geschlagen wurde. 1910 begann Mawson mit der Planung einer Expedition zur Kartierung der zweitausend Kilometer langen Küstenlinie der Antarktis südlich von Australien. Die Australasian Association for the Advancement of Science zollte seinen Plänen Beifall und trug wesentlich zur Finanzierung der Expedition bei. Die übrigen Gelder wurden durch Unterstützung aus der Öffentlichkeit aufgebracht.
Das für die Expedition ausgewählte Team kam hauptsächlich von australischen und neuseeländischen Universitäten. Von den Männern, die Basen auf dem antarktischen Kontinent bemannen sollten, waren 22 australische Bürger. Vier waren Neuseeländer, drei Briten und einer ein Schweizer. Drei der Leiter (Mawson, Frank Wild und John King Davis) waren Veteranen von vorhergehenden Antarktisreisen.
Als Schiff war das Robbenjagdschiff Aurora aus Neufundland vorgesehen, ein dampfgetriebenes Segelschiff mit einer Länge von knapp 50 Metern und einer Verdrängung von 600 Tonnen. Das Schiff wurde für die Fahrt einigen Modifikationen unterzogen, darunter die Aufstockung um drei große Tanks für die Frischwasserlagerung. Der Kapitän der Aurora war John King Davis.
Das Schiff verließ am 2. Dezember 1911 den Hafen von Hobart in Richtung Macquarie-Insel und kam am 11. Dezember dort an, nachdem es stürmische Wetterverhältnisse überstanden hatte. Ein zweites Schiff, die Toroa, folgte mit Lebensmitteln und Passagieren. Am 23. Dezember verließ die Aurora die Macquarie-Insel und begann, die Küstengebiete zu erforschen, wobei das Georg-V.-Land und die Königin-Mary-Küste entdeckt und benannt wurden.
Die Männer errichteten ihre Hauptbasis bzw. Winterquartiere Mawson’s Huts am Kap Denison in der Commonwealth-Bucht, wo achtzehn Mann den Winter von 1912 verbrachten und sieben den Winter von 1913. Ihre Hütten stehen heute noch immer, zwei intakt und zwei als Ruinen. Sie bauten auch Quartiere auf der Macquarie-Insel und eine Westbasis auf dem Shackleton-Schelfeis, diese existieren heute jedoch nicht mehr.
Die Teams aller drei Basen führten routinemäßige wissenschaftliche und meteorologische Beobachtungen durch, die detailliert in den umfangreichen Berichten festgehalten wurden, die erst zwischen 1922 und 1942 publiziert wurden. Sie bewältigten auch Monate der Fehlschläge, was die Ausrüstung und die Masten anging, als sie die erste drahtlose Funkverbindung der Antarktis einrichteten, die mit Hobart verbunden war.
Schlittenfahrten an der Küste und im Inland gaben der Mannschaft die Möglichkeit, zuvor unbekanntes Territorium zu erforschen. In der zweiten Hälfte des Jahres 1912 wurden fünf große Fahrten von der Hauptbasis und zwei von der Westbasis aus unternommen.
Auf einer solchen Schlittenfahrt, die von Mawson geleitet wurde und auf der die Hunde von Xavier Mertz und Belgrave Ninnis gelenkt wurden, fielen Ninnis, ein Team von sechs Hunden und der Schlitten mit dem Großteil der Lebensmittel in eine Gletscherspalte. Die Überlebenden begannen eine brutale Heimreise ins 500 Kilometer entfernte Basislager, auf der sie sich von den übrigen Hunden ernährten. Mertz fiel in ein Delirium und starb während der Rückfahrt und ließ Mawson als einzigen Überlebenden zurück. Der halbierte seinen Schlitten mit einem Federmesser und zog ihn dann mit geologischen Proben und sehr wenig Lebensmitteln 160 Kilometer weit zurück zur Basis am Kap Denison. Er kam dort am 8. Februar 1913 an, nur wenige Stunden, nachdem Davis’ Bergungsmannschaft auf der Aurora zurückgefahren war, und wurde gesundgepflegt, während er mit sechs Freiwilligen für ein weiteres, diesmal ungeplantes Jahr blieb. Mawson dokumentiert diese harte Reise in seinem Buch „The Home of the Blizzard“.
Weitere Mitglieder der Expedition waren Frank Hurley als offizieller Fotograf, Frank Wild als Führer der Westbasis, Charles Hoadley als Geologe und Cecil Madigan als Meteorologe.